# Rembrandtkade 52-66 (Utrecht)
Rembrandtkade 52 t/m 66 betreft een rijksmonument in de Nederlandse stad Utrecht.

## Beschrijving
Het bouwblok is in 1923-1924 gebouwd in opdracht van de woningbouwvereniging Het nieuwe Woonhuis. De architecten Jan en Theo Stuivinga ontwierpen hierin 42 flatwoningen in de stijl van de Amsterdamse School. De woningen zijn toegankelijk via trapportalen waarbij zich per trapportaal zes woningen bevinden. Er zijn vijf verschillende woningtypes binnen het bouwblok. In de loop der tijd hebben er aanpassingen plaatsgevonden waarbij onder meer een deel van de roedeverdelingen in de buitenramen is verdwenen.
Aan de nabijgelegen Albert Neuhuysstraat 1 t/m 23 bevindt zich een bouwblok met een soortgelijke geschiedenis.